# Krátka summa velikoga katekizmussa
Krátka summa velikoga katekizmussa (Kratko bistvo velikega katekizma) je prvi prekmurski katoliški katekizem, ki ga je napisal Mikloš Küzmič. Krátka summa je tudi ena od standardnih knjig prekmurske knjižne norme. Leta 1927 ga je lavantinski nadškof Andrej Karlin prepovedal.

## Pisanje knjige
Sombotelska škofija 29. oktobra 1779 je dobila knjigo in odobrila njeno tiskanje. Mihael Gaber martjanski župnik je tudi podpiral Küzmiča s Francom Cipotom iz Mladetincec, ki je bil martjanski kapelan. Cipot piše, da ob tej usodni priliki za vso skromnostjo izroča škofu pregledani in po kraljevem ukazu izdani ter v vandalski (prekmurski) jezik prevedeni katekizem.
Tiskar katekizma je šopronski János Siess. Tiskanje je bilo težko, ker Siess ni razumel prekmurščine, zato je Küzmič moral iti v Šopron in pomagati Siessu.
Uvod je napisal Szily. V uvodu je napisan odlok o načinu poučevanja katekizma.

## Jezik
Krátka summa ima uvod, pet glavnih delov in dva dodatka. V prvi izdaji katekizmuša je bil še uvod Szilyja, oziroma predgovor.
Jezik katekizma je prekmurščina. Küzmič je koristil elemente iz vsega prekmurskega narečja, tudi malo analiziral katekizem Franca Temlina (Mali katechismus).
Küzmičev glavni vir je bil hrvaški (kajkavski) katekizem Nikole Krajačevića Katekizmuss detcsinyi, tudi madžarski, nemški in latinski viri. Sintaktična posebnost je po latinskem vplivu raba napr.: vsza, eta, stera, namesto edninskih oblik.
Sicer pa se je v pravopisu tudi nagibal k etimologiziranju, ko ni zapisal govorjene oblike, temveč zvezo govorjene in take, ki jo je kje bral ali pa sam ugotovil, napr.: düjh, sprejhsana, lejhko. Pisal je tudi podvojene soglasnike.

## Izdaje katekizma
Druga izdaja: Krátka Summa velikoga katekizmussa z-szpitávanyem, id odgovarjanyem mladosti na návuk vu czaszarszki, i králeszki dr'sanyaj, tiskana je v Radgoni pri Alojzu Weitzingerju
Tretja izdaja: Krátka summa velikoga katekizmussa z szpitávanyem, i odgovarlyanyem mladoszti na návuk vu csaszarszki, i králeszki dr'sányj. Tiskana je leta 1852 pri Andrásu Baloghu, prenaredil jo je Jožef Borovnjak. Natis ima 122 strani.
Četrta izdaja: Kratka summa velikoga katekizmussa z szpitavanyem, i odgovarjanyem mladoszti na navuk vu czaszarszki, i kralevszki dr'sanyaj. Prenaredil jo je Jožef Košič 1853.
Peta izdaja: Veliki Katekizmus. Katolicsanszkoj mladoszti za pravi krscsánszki návuk. PO Kraleszki derzsanyaj. Prenaredila sta jo Jožef Borovnjak in Vendel Ratkovič okoli 1864. Tiskar je Weitzinger. Natis ima 126 strani.
Šesta izdaja: Krátka summa velikoga katekizmusa z-szpitávanyem, i odgovárjanyem za katholicsánszke soule u-nouva vö dána od drüstva sz. Stevana. To je natis založbe Szent István Társulat (Družba Svetega Štefana) v Budimpešti (1873).
Sedma izdaja: Krátka šumma velikoga katekizmuša spitávanyem, i odgovárjanyem za katoličánske šóle. (1883)
Osma izdaja: Krátka summa velikoga katekizmuša spitávanyem, i odgovárjanyem za katoličánske šóle znóva vő dána od drüzstva sv. Števana. To je tudi natis Družbe Svetega Štefana. Natis uporabi že slovenski črkopis.
Deveta izdaja: Krátka summa velikoga katekizmusa z-szpitávanyem i odgovárjanyem mladoszti na návuk. To je natis Jožefa Sakoviča.